# 체코 국립은행
체코 국립은행(체코어: Česká národní banka 체스카 나로드니 반카[*], ČNB)은 체코의 중앙은행이자 시장 감독자의 역할을 수행하는 기구이다. 본점은 프라하에 있다.
체코의 물가 유동성을 감독하는 것이 주요 역할이며 두 번째 역할은 체코의 경제 성장률을 지속적으로 이뤄낼 수 있도록 뒷받침하는 것이다.또한 매년 3%대의 인플레이션률을 유지해 체코의 경제 안정을 꾀하는 목표도 갖고 있다.

## 같이 보기
- 체코의 경제